# 尾崎浩司
尾崎 浩司（おざき こうじ、1944年 - ）は、日本のバーテンダー。「日本のバー文化を象徴する人物」と称される。
オーナー・バーテンダーを務める「バー・ラジオ」（東京都渋谷区神宮前）は、クリエイター、デザイナー、作家といったアーティストたちが夜ごと集う文化サロンとして名を馳せている。

## 経歴
1944年、徳島県徳島市の花街にある料亭の息子として生まれる。茶道、華道を習い、図書館に通い詰めてはロマン・ロラン、ヘルマン・ヘッセ、アンドレ・ジイド、明治から昭和にかけての日本の小説家の作品を読みふける中学、高校時代を過ごす。ただし、茶道の先生は芸者だった老女であり、煙管を吸いながら教える粋人でもあった。
地元で就職するも、数年で辞めて上京。新宿のジャズバー「DUG」で働き始める。「DUG」に集う文化人たちに刺激を受けて、そろそろ独立を……と思い始めたころ、「DUG」の常連客でもあり東京芸術大学在学中だった杉本貴志が神宮前2丁目に物件を見つけてきて杉本が内装をデザインするので尾崎に店をやるように言ってきた。そうして1972年に「バー・ラジオ」を開店する。「バー・ラジオ」は杉本にとっては自身のデザインしたショールームであり、多くの文化人を伴って来店した。
カクテルは『サヴォイ・カクテルブック』をテキストにしたが、記載のレシピ通りではパっとしなかったので自分流にアレンジを加えていった。1982年に上梓した『バー・ラジオのカクテルブック』は「バー・ラジオ」の常連客であった和田誠に装丁を依頼したのだが、無地の黒バックに1ページにカクテル1点で写真付きというカクテルブックとしても斬新なデザインが話題となった。
華道は小原流教授。

## 創作カクテル
著作『バー・ラジオのカクテルブック』には創作カクテルも記載されている。多くは俳優、歌手、映画、音楽などに因んだ名前となっている。
- フランシス・アルバート - フランク・シナトラの本名から。

## 著作
- 『バー・ラジオのカクテルブック』 1986年、榎木冨士夫共著、大輪真之写真、柴田書店
- 『THE BAR RADIO COCKTAIL BOOK』 1992年、大輪真之写真、幻冬舎、ISBN 4344003136